# Det sa klick!
Det sa klick! är ett studioalbum av det svenska dansbandet Elisa's, släppt 2012.

## Låtlista
| Nr  | Titel                                  | Låtskrivare                                                    | Längd |
| --- | -------------------------------------- | -------------------------------------------------------------- | ----- |
| 1.  | "Jag säger som det är"                 | Henrik Sethsson, Thomas G:son, Kent Liljefjäll                 | 2.48  |
| 2.  | "When You Walk in the Room"            | Jackie Deshannon                                               | 3.14  |
| 3.  | "I kväll tar jag chansen"              | Claes Linder, Kent Liljefjäll, Elisa Lidström, Henrik Sethsson | 3.08  |
| 4.  | "Jag tror på kärleken"                 | Thomas Berglund, Ulf Georgsson, Tobias Nyström                 | 3.27  |
| 5.  | "Ingen kan älska mig som du"           | Mats Larsson, Åsa Karlsson                                     | 3.03  |
| 6.  | "Är det på riktigt eller drömmer jag?" | Kent Liljefjäll, Ulf Georgsson, Henrik Sethsson                | 3.28  |
| 7.  | "Det sa klick!!"                       | Thomas G:son, Henrik Sethsson                                  | 2.53  |
| 8.  | "Breaking Up is Hard to Do"            | Neil Sedaka, Howard Greenfield                                 | 2.24  |
| 9.  | "Rose Garden"                          | Joe South                                                      | 3.10  |
| 10. | "I min ensamhet"                       | Jimmy Jansson                                                  | 3.17  |
| 11. | "Linjen i min hand"                    | Thomas G:son, Henrik Sethsson                                  | 3.00  |
| 12. | "När dina läppar möter mina"           | Elisa Lindström, Kent Liljefjäll, Henrik Sethsson              | 3.23  |

## Medverkande
- Elisa Lindström – Sång, trumpet
- Markus Frykén  – Gitarr
- Robert Lundh  – Klaviatur
- Daniel Wallin – Trummor
- Petter Ferneman  – Bas och dragspel

## Listplaceringar
| Lista (2012) | Topplacering |
| ------------ | ------------ |
| Sverige      | 4            |

### Fotnoter
1. ↑  ”Förhandsboka Elisas nya album”. Elisas. 8 december 2011. Arkiverad från originalet den 4 februari 2012. https://web.archive.org/web/20120204032935/http://www.elisas.se/article/nyheter/191/forhandsboka-elisas-nya-album--det-sa-klick--. Läst 14 februari 2012.
2. ↑  ”Det sa klick!”. Svensk mediedatabas. 21 mars 2012. http://smdb.kb.se/catalog/id/002783413. Läst 22 oktober 2014.
3. ↑  ”Hitparad”. http://hitparad.se/showitem.asp?interpret=Elisa%27s&titel=Det+sa+klick%21&cat=a. Läst 11 februari 2012.